# Little Brown Jugette
Little Brown Jugette, är ett passgångslopp för 3-åriga varmblodiga passgångshästar (endast ston) som körs varje år i september på Delaware County Fairgrounds Racetrack i Ohio i USA. Tävlingsdagen inleds med kvalificeringslopp, och sedan körs ett finallopp senare samma dag. Tävlingen har hållits sedan 1971, och springs över distansen 1 mile (1 609 m).
Motsvarande lopp för treåringa hingstar och valacker heter Little Brown Jug, och är det tredje och sista loppet som ingår i den amerikanska passgångssportens Triple Crown. De övriga loppen som ingår i Triple Crown är Messenger Stakes och Cane Pace. Att en häst vinner samtliga dessa tre lopp under sin treåringssäsong innebär att hästen tar en Triple Crown.

## Segrare
| År   | Vinnare            | Kusk            | Tränare          | Tid    |
| ---- | ------------------ | --------------- | ---------------- | ------ |
| 2020 | Party Girl Hill    | Dexter Dunn     | Chris Ryder      | 1:50.3 |
| 2019 | Warrawee Ubeaut    | Yannick Gingras | Ron Burke        | 1:50.1 |
| 2018 | Alexa's Power      | Tim Tetrick     | Jim Campbell     | 1:51.2 |
| 2017 | Caviart Ally       | Andrew McCarthy | Noel Daley       | 1:51.3 |
| 2016 | L A Delight        | John Campbell   | Robert McIntosh  | 1:51.3 |
| 2015 | Sassa Hanover      | Matt Kakaley    | Ron Burke        | 1:51.1 |
| 2014 | Color's A Virgin   | Trace Tetrick   | Brian Brown      | 1:52.4 |
| 2013 | I Luv The Nitelife | Tim Tetrick     | Chris Ryder      | 1:51.2 |
| 2012 | Darena Hanover     | Yannick Gingras | Ron Burke        | 1:51.0 |
| 2011 | Idyllic            | David Miller    | Casie Coleman    | 1:54.0 |
| 2010 | Western Silk       | Mark MacDonald  | Casie Coleman    | 1:53.1 |
| 2009 | Showherthemoney    | Jim Morrill J:r | Tracy Brainard   | 1:53.0 |
| 2008 | Good News Lady     | Greg Grismore   | Jimmy Takter     | 2:05.1 |
| 2007 | Western Graduate   | Yannick Gingras | Michael Burke    | 1:51.3 |
| 2006 | Eternity's Delight | David Miller    | Travis Alexander | 1:53.2 |
| 2005 | Just Wait Kate     | Eric Ledford    | Travis Alexander | 1:52.0 |
| 2004 | Glowing Report     | George Brennan  | Jerry Silverman  | 1:53.0 |
| 2003 | Numeric Hanover    | Dave Palone     | William Robinson | 1:54.0 |
| 2002 | Always Cam         | Eric Ledford    | William Zendt    | 1:53.3 |
| 2001 | Pleasure Chest     | Mark Saftic     | Mark Harder      | 1:54.4 |
| 2000 | Eternal Camnation  | Eric Ledford    | Jeffrey Miller   | 1:52.4 |
| 1999 | Maudlin Hanover    | Dave Palone     | Michael Palone   | 1:53.0 |
| 1998 | Armbro Romance     | John Campbell   | Brett Pelling    | 1:53.1 |
| 1997 | Artistic Pleasure  | William Gale    | Robert McIntosh  | 1:55.4 |
| 1996 | Paige Nicole Q     | Peter Wren      | Chuck Sylvester  | 1:55.3 |
| 1995 | Magic Shopper      | Tony Morgan     | Bret Shultz      | 1:54.4 |
| 1994 | Electric Slide     | Luc Ouellette   | Robert McIntosh  | 1:53.2 |
| 1993 | Towner's Image     | Tim Twaddle     | John Burns       | 1:52.3 |
| 1992 | So Fresh           | John Campbell   | Robert McIntosh  | 1:55.1 |
| 1991 | Sara Loren Rd      | Ron Waples      | Eddie Burns      | 2:00.1 |
| 1990 | Lady Genius        | Mike Lachance   | Tom Artandi      | 1:55.3 |
| 1989 | Cheery Hello       | John Campbell   | Jim Miller       | 1:55.2 |
| 1988 | Leah Almahurst     | Bill Fahy       | Gene Riegle      | 1:56.2 |
| 1987 | Armbro Feather     | John Kopas      | Jack Kopas       | 1:57.4 |
| 1986 | Anniecrombie       | George Sholty   | George Sholty    | 1:56.3 |
| 1985 | Amneris            | John Campbell   | Billy Haughton   | 1:55.1 |
| 1984 | Naughty But Nice   | Tom Haughton    | Billy Haughton   | 1:55.3 |
| 1983 | Turn The Tide      | Bill O'Donnell  | Lou Meittinis    | 1:57.1 |
| 1982 | Three Diamonds     | Bruce Riegle    | Gene Riegle      | 1:57.3 |
| 1981 | Watering Can       | Stanley Dancer  | John Haffard     | 1:58.1 |
| 1980 | Toy Poodle         | Billy Herman    | Dick Wenzel      | 1:58.4 |
| 1979 | Roses Are Red      | Jack Kopas      | Jack Kopas       | 1:56.3 |
| 1978 | Passing Glance     | George Sholty   | George Sholty    | 1:56.4 |
| 1977 | Mistletoe Shalee   | Stanley Dancer  | Stanley Dancer   | 1:58.3 |
| 1976 | Misty Raquel       | Jerry Graham    | Jerry Graham     | 1:58.2 |
| 1975 | Silk Stockings     | Preston Burris  | Preston Burris   | 1:57.2 |
| 1974 | Handle With Care   | Billy Haughton  | Billy Haughton   | 1:57.4 |
| 1973 | All Alert          | Glen Garnsey    | Glen Garnsey     | 2:01.1 |
| 1972 | Romalie Hanover    | Roland Beaulieu | Roland Beaulieu  | 1:58.1 |
| 1971 | Jefferson Time     | Ben Webster     | Ben Webster      | 2:00.1 |